# Paul Brando
Paul Brando (* 16. Februar 1894 in Altona; † 20. September 1978 in Hamburg) war ein deutscher Politiker der SPD und Mitglied der Hamburgischen Bürgerschaft.

## Leben

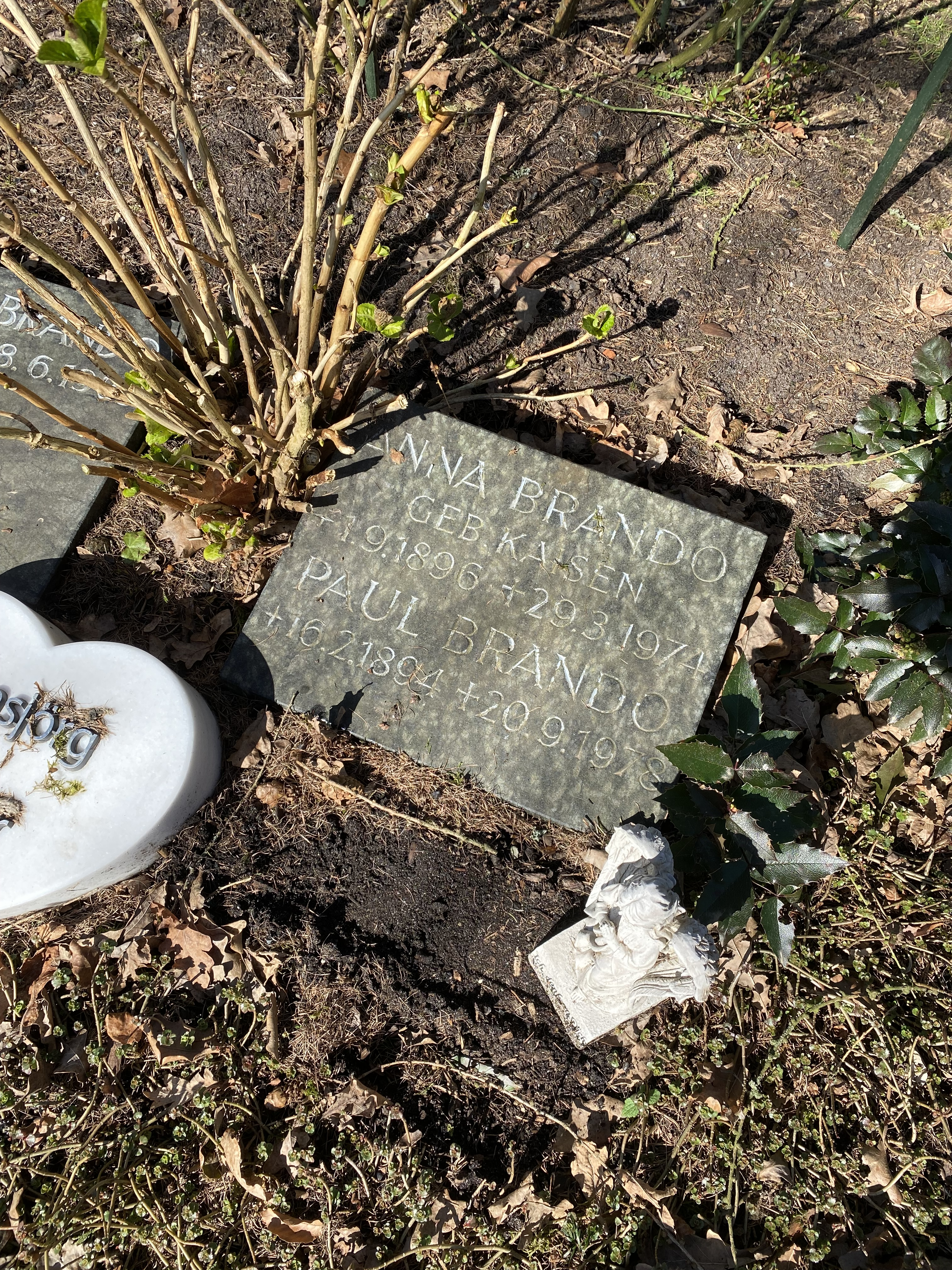
Grabstätte auf dem Friedhof Ohlsdorf im Planquadrat K 7

Paul Brando war als Arbeiter und Kraftfahrer tätig. Er war ab 1912 Mitglied der SPD und saß in der Zeit der Weimarer Republik für seine Partei 1928/29 und 1931/32 als Stadtverordneter in Altona (gehörte bis 1937 zu Schleswig-Holstein). Zudem war er bis 1933 Mitglied des Provinziallandtages Schleswig-Holstein.
In der Zeit des Nationalsozialismus verlor er aus politischen Gründen 1933 seinen Arbeitsplatz und war arbeitslos. Zudem wurde er wie viele andere Sozialdemokraten eine Zeitlang in Haft genommen. Später konnte er eine Anstellung als Versicherungsangestellter finden.
Nach dem Zweiten Weltkrieg wurde er 1945 Geschäftsführer des Kleingartenverbands in Hamburg. Bei der ersten freigewählten Hamburgischen Bürgerschaft nach dem Krieg konnte er im Oktober 1946 für die Sozialdemokraten Mitglied der Hamburger Bürgerschaft werden. Er blieb nur in der ersten Wahlperiode bis 1949 Mitglied des Parlaments.
Paul Brando wurde auf dem Friedhof Ohlsdorf beigesetzt. Die Grabstelle liegt südöstlich vom Haupteingang an der Fuhlsbüttler Straße.

## Veröffentlichungen
- Kleine Gärten einst und jetzt: Geschichtliche Entwicklung des deutschen Kleingartenwesens, Verlag Keller, Hamburg 1965.

## Nachweise  und Weblinks
- Liste von sozialdemokratischen Opfern 1933 bis 1945 auf historyoffice.de (nach Franz Osterroth) (Memento vom 27. September 2007 im Internet Archive)
- SPD-Hamburg: Für Freiheit und Demokratie. Hamburger Sozialdemokratinnen und Sozialdemokraten in Verfolgung und Widerstand 1933–1945; Hamburg 2003; S. 192.

| Personendaten    | Personendaten                   |
| ---------------- | ------------------------------- |
| NAME             | Brando, Paul                    |
| KURZBESCHREIBUNG | deutscher Politiker (SPD), MdHB |
| GEBURTSDATUM     | 16. Februar 1894                |
| GEBURTSORT       | Altona                          |
| STERBEDATUM      | 20. September 1978              |
| STERBEORT        | Hamburg                         |